# Leteči krožnik (povest)
Leteči krožnik je povest slovenskega pisatelja Smiljana Rozmana, ki je izšla leta 1976.